# ظبي سموري
الظبي السَّمُّوري أو أبو عُرْف الأسود أو العلهب الأسود (الاسم العلمي: Hippotragus niger) هو ظبي متوطن في السافانا في شرق أفريقيا في كينيا وتنزانيا، وفي أفريقيا الجنوبية في أنغولا، زامبيا، جمهورية الكونغو الديمقراطية وجنوب أفريقيا.